# Rutilus virgo
Rutilus virgo е вид лъчеперка от семейство Шаранови (Cyprinidae). Видът не е застрашен от изчезване.

## Разпространение и местообитание
Разпространен е в Австрия, Босна и Херцеговина, България, Германия, Италия, Полша, Северна Македония, Румъния, Словакия, Словения, Сърбия, Украйна, Унгария, Хърватия, Черна гора и Чехия.
Обитава сладководни басейни и реки.

## Описание
На дължина достигат до 40 cm.